# Templo Putuo Zongcheng

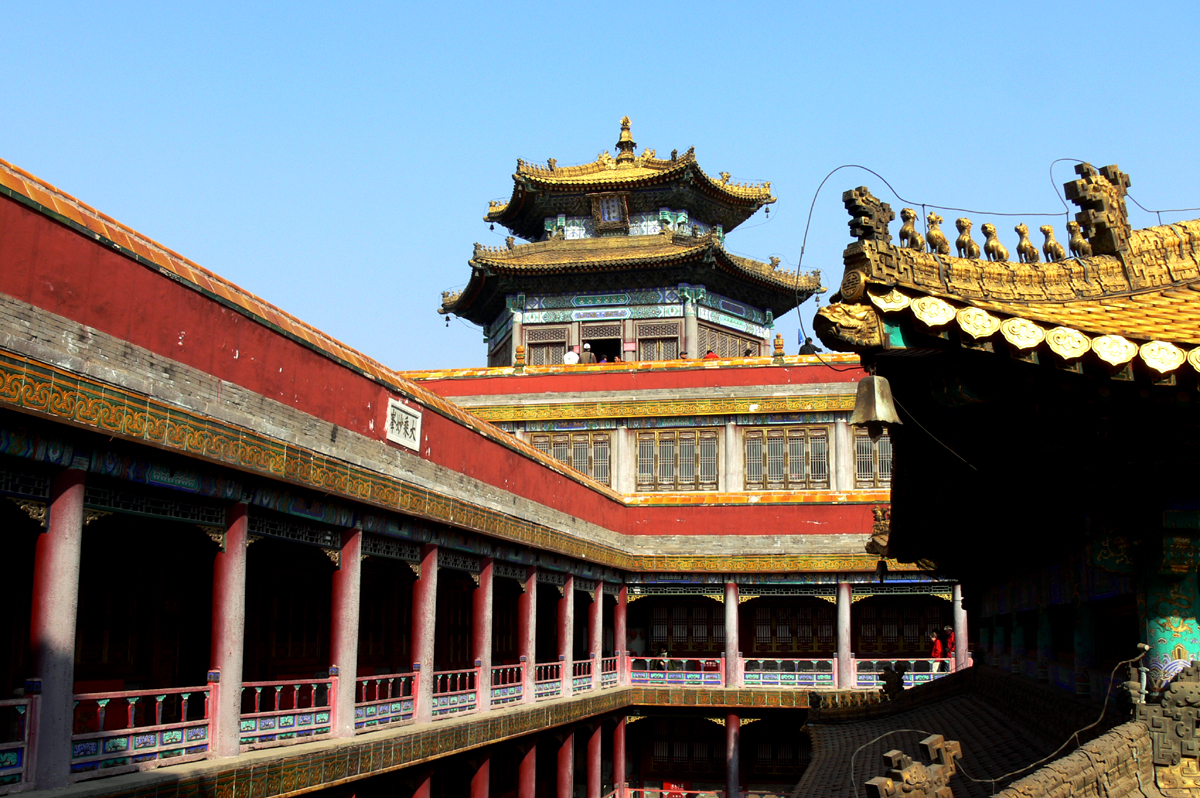
Edificio Cihangpudu.

El templo Putuo Zongcheng situado en la localidad de Chengde, en la provincia china de Hebei, es un templo budista de la dinastía Qing, construido entre 1767 y 1771 durante el reinado del emperador Qianlong.
Se encuentra cerca de la residencia de montaña de Chengde que se haya al sur. Junto con el Templo Puning es uno de los ocho templos exteriores de la ciudad. Se construyó siguiendo el modelo del Palacio de Potala, antiguo santuario del dalái lama en el Tíbet, por lo que a veces se le llama el pequeño Potala. Su arquitectura es una mezcla de estilos chino y tibetano. El templo ocupa una superficie de 220.000 m², lo que le convierte en uno de los mayores de China. La mayoría de sus salas y pabellones están cubiertos por tejados hechos con cobre y oro lo que añade esplendor al lugar.

## Historia
En origen, el templo se construyó en honor a Qianlong para conmemorar su nacimiento así como para que la provincia de Hebei tuviera un templo de igual tamaño y esplendor del que existía en el Tíbet. Además de desempeñar funciones religiosas y festivas, el templo fue el lugar en el que el emperador recibía a las delegaciones de las diferentes etnias que habitaban en su imperio. En contraste con el bullicio de Pekín, la capital, Putuo Zongcheng era un lugar tranquilo que servía también para organizar partidas de caza para el emperador y sus huéspedes. 
Desde 1994, la residencia de montaña de Chengde y los ocho templos exteriores figuran el la lista del Patrimonio de la Humanidad elaborada por la Unesco.